# ピピン1世 (アクィタニア王)
ピピン1世（ドイツ語: Pippin I., フランス語: Pépin I d'Aquitaine, 797年 - 838年12月13日）は、アクィタニア王（在位：817年 - 838年）。フランク王ルートヴィヒ1世の次男。

## 生涯
817年に父ルートヴィヒ1世が制定した「帝国分割令」により、アクィタニア王位を得た。830年および834年に兄ロタール1世が起こした父に対する反乱では、ロタールを警戒し、弟ルートヴィヒとともに、ロタールにより帝位を追われた父を復権させている。
838年、ピピン1世は死去し、息子ピピン2世が王位を継承したが、ルートヴィヒ1世はピピン2世に代わって自身の末子シャルル2世にアクィタニアを与えることとした。

## 子女
- ピピン2世（823年 - 864年?） - アクィタニア王
- シャルル（830年頃 - 863年） - マインツ大司教（856年 - 863年）